# US Open-mesterskabet i damedouble 2023
US Open-mesterskabet i damedouble 2023 var den 135. turnering om US Open-mesterskabet i damedouble. Turneringen var en del af US Open 2023 og blev spillet i USTA Billie Jean King National Tennis Center i New York City, USA i perioden 30. august - 10. september 2023 med deltagelse af 64 par.
Mesterskabet blev vundet af Gabriela Dabrowski og Erin Routliffe, som i finalen besejrede 2020-mestrene, Laura Siegemund og Vera Zvonarjova, med 7-6(9), 6-3 på 2 timer og 15 minutter. Dabrowski og Routliffe havde debuteret som par en måned tidligere i turneringen i Montréal og spillede deres blot fjerde turnering som makkere, og begge spillere vandt deres første grand slam-titel i damedouble. Dabrowski vandt sin 14. damedoubletitel på WTA-niveau i sin karrieren, mens turneringssejren var Routliffes
fjerde. Gabriela Dabrowski blev den første canadiske vinder af en grand slam-titel i damedouble, mens Erin Routliffe blev den første newzealandske vinder af en US Open-titel og den første newzealænder, der vandt en grand slam-titel, siden Judy Connor-Chaloner vandt Australian Open 1979 i damedouble.
Topseedede Coco Gauff og Jessica Pegula tabte i kvartfinalen til Hsieh Su-Wei og Wang Xinyu, hvilket var nok til at bevare førstepladsen på WTA's verdensrangliste i double.
De forsvarende mestre, Barbora Krejčíková og Kateřina Siniaková, tabte i anden runde til landsmændende Barbora Strýcová og Markéta Vondroušová.
Siden Ruslands invasion af Ukraine i begyndelsen af 2022 havde tennissportens styrende organer, WTA, ATP, ITF og de fire grand slam-turneringer, tilladt, at spillere fra Rusland og Hviderusland fortsat kunne deltage i grand slam-turneringer samt turneringer på ATP Tour og WTA Tour, men de kunne ikke stille op under landenes navne eller flag, og spillerne fra de to lande deltog derfor i turneringen under neutralt flag.

## Pengepræmier og ranglistepoint
Den samlede præmiesum til spillerne i damedouble andrager $ 3.566.800 (ekskl. per diem), hvilket var en stigning på 2,7 % i forhold til året før.
| Resultat               | Pengepræmier | Pengepræmier | Ændring ift. 2022 | WTA-point |
| Resultat               | Pr. par      | Total        | Ændring ift. 2022 | WTA-point |
| ---------------------- | ------------ | ------------ | ----------------- | --------- |
| Vindere (1)            | $ 700.000    | $ 700.000    | +1,7 %            | 2.000     |
| Finalister (1)         | $ 350.000    | $ 350.000    | +1,7 %            | 1.300     |
| Semifinalister (2)     | $ 180.000    | $ 360.000    | +4,7 %            | 780       |
| Kvartfinalister (4)    | $ 100.000    | $ 400.000    | +2,6 %            | 430       |
| Tabere i 3. runde (8)  | $ 58.000     | $ 464.000    | +2,8 %            | 240       |
| Tabere i 2. runde (16) | $ 36.800     | $ 588.800    | +2,8 %            | 130       |
| Tabere i 1. runde (32) | $ 22.000     | $ 704.000    | +3,3 %            | 10        |
| Samlet præmiesum       | -            | $ 3.566.800  | +2,7 %            | -         |

## Turnering

### Deltagere
Hovedturneringen har deltagelse af 64 par, der er fordelt på:
- 57 direkte kvalificerede par i form af deres ranglisteplacering.
- 7 par, der har modtaget et wildcard.

#### Seedede par
De 16 bedst placerede af parrene på WTA's verdensrangliste blev seedet:
| Seedning | Rangering | Rangering | Spillere                                | Resultat        |
| Seedning | Sum       | Ind.      | Spillere                                | Resultat        |
| -------- | --------- | --------- | --------------------------------------- | --------------- |
| 1        | 3         | 2 1       | Barbora Krejčiková Kateřina Siniaková   | Anden runde     |
| 2        | 7         | 3 4       | Storm Hunter Elise Mertens              | Første runde    |
| 3        | 12        | 6         | Coco Gauff Jessica Pegula               | Kvartfinalister |
| 4        | 18        | 8 10      | Desirae Krawczyk Demi Schuurs           | Anden runde     |
| 5        | 23        | 11 12     | Nicole Melichar-Martinez Ellen Perez    | Anden runde     |
| 6        | 25        | 20 5      | Leylah Fernandez Taylor Townsend        | Kvartfinalister |
| 7        | 28        | 13 15     | Shuko Aoyama Ena Shibahara              | Første runde    |
| 8        | 34        | 9 25      | Hsieh Su-Wei Wang Xinyu                 | Semifinalister  |
| 9        | 39        | 21 18     | Chan Hao-Ching Giuliana Olmos           | Anden runde     |
| 10       | 50        | 24 26     | Ljudmyla Kitjenok Jeļena Ostapenko      | Anden runde     |
| 11       | 55        | 33 22     | Latisha Chan Yang Zhaoxuan              | Anden runde     |
| 12       | 61        | 23 38     | Laura Siegemund Vera Zvonarjova         | Finalister      |
| 13       | 66        | 17 49     | Veronika Kudermetova Ljudmila Samsonova | Anden runde     |
| 14       | 66        | 27 39     | Marta Kostjuk Elena-Gabriela Ruse       | Tredje runde    |
| 15       | 70        | 36 34     | Miyu Kato Aldila Sutjiadi               | Tredje runde    |
| 16       | 73        | 19 54     | Gabriela Dabrowski Erin Routliffe       | Mestre          |

#### Wildcards
Syv par modtog et wildcard til hovedturneringen.
| Par                               | Resultat     |
| --------------------------------- | ------------ |
| Fiona Crawley Carson Tanguilig    | Første runde |
| Olivia Center Kate Fakih          | Første runde |
| Quinn Gleason Elizabeth Mandlik   | Første runde |
| Makenna Jones Jamie Loeb          | Første runde |
| Sofia Kenin Coco Vandeweghe       | Første runde |
| Ashlyn Krueger Angela Kulikov     | Første runde |
| Robin Montgomery Clervie Ngounoue | Tredje runde |

### Resultater

#### Kvartfinaler, semifinaler og finale
| Gabriela Dabrowski |
| Erin Routliffe     |

| Leylah Fernandez |
| Taylor Townsend  |

| Gabriela Dabrowski |
| Erin Routliffe     |

| Coco Gauff     |
| Jessica Pegula |

| Hsieh Su-Wei |
| Wang Xinyu   |

| Hsieh Su-Wei |
| Wang Xinyu   |

| Gabriela Dabrowski |
| Erin Routliffe     |

| Laura Siegemund |
| Vera Zvonarjova |

| Laura Siegemund |
| Vera Zvonarjova |

| Viktorija Azarenka  |
| Beatriz Haddad Maia |

| Laura Siegemund |
| Vera Zvonarjova |

| Magda Linette |
| Bernarda Pera |

| Jennifer Brady |
| Luisa Stefani  |

| Jennifer Brady |
| Luisa Stefani  |

#### Første, anden og tredje runde
| Barbora Krejčiková |
| Kateřina Siniaková |

| Makoto Ninomiya    |
| Sabrina Santamaria |

| Barbora Krejčiková |
| Kateřina Siniaková |

| Barbora Strýcová    |
| Markéta Vondroušová |

| Barbora Strýcová    |
| Markéta Vondroušová |

| Tereza Mihalíková |
| Xu Yifan          |

| Barbora Strýcová    |
| Markéta Vondroušová |

| Katie Boulter     |
| Julija Putintseva |

| Gabriela Dabrowski |
| Erin Routliffe     |

| Wu Fang-Hsien |
| Zhu Lin       |

| Wu Fang-Hsien |
| Zhu Lin       |

| Lauren Davis     |
| Anastasia Dețiuc |

| Gabriela Dabrowski |
| Erin Routliffe     |

| Gabriela Dabrowski |
| Erin Routliffe     |

| Latisha Chan  |
| Yang Zhaoxuan |

| Anna Blinkova    |
| Varvara Gratjeva |

| Latisha Chan  |
| Yang Zhaoxuan |

| Lucia Bronzetti |
| Eri Hozumi      |

| Karolína Plíšková |
| Donna Vekić       |

| Karolína Plíšková |
| Donna Vekić       |

| Karolína Plíšková |
| Donna Vekić       |

| Aliona Bolsova  |
| Rebeka Masarova |

| Leylah Fernandez |
| Taylor Townsend  |

| Alizé Cornet    |
| Katarzyna Piter |

| Aliona Bolsova  |
| Rebeka Masarova |

| Olivia Center |
| Kate Fakih    |

| Leylah Fernandez |
| Taylor Townsend  |

| Leylah Fernandez |
| Taylor Townsend  |

| Coco Gauff     |
| Jessica Pegula |

| Quinn Gleason     |
| Elizabeth Mandlik |

| Coco Gauff     |
| Jessica Pegula |

| Sofia Kenin     |
| Coco Vandeweghe |

| Cristina Bucșa    |
| Aleksandra Panova |

| Cristina Bucșa    |
| Aleksandra Panova |

| Coco Gauff     |
| Jessica Pegula |

| Iryna Khromatjeva |
| Daria Saville     |

| Marta Kostjuk       |
| Elena-Gabriela Ruse |

| Fiona Crawley    |
| Carson Tanguilig |

| Iryna Khromatjeva |
| Daria Saville     |

| Irina-Camelia Begu |
| Anhelina Kalinina  |

| Marta Kostjuk       |
| Elena-Gabriela Ruse |

| Marta Kostjuk       |
| Elena-Gabriela Ruse |

| Ljudmyla Kitjenok |
| Jeļena Ostapenko  |

| Andrea Gámiz        |
| Sara Sorribes Tormo |

| Ljudmyla Kitjenok |
| Jeļena Ostapenko  |

| Jelena Avanesjan  |
| Kamilla Rakhimova |

| Jelena Avanesjan  |
| Kamilla Rakhimova |

| Clara Burel |
| Diane Parry |

| Jelena Avanesjan  |
| Kamilla Rakhimova |

| Ingrid Gamarra Martins |
| Lidzija Marozava       |

| Hsieh Su-Wei |
| Wang Xinyu   |

| Bethanie Mattek-Sands |
| Anastasija Potapova   |

| Bethanie Mattek-Sands |
| Anastasija Potapova   |

| Linda Fruhvirtová |
| Camila Osorio     |

| Hsieh Su-Wei |
| Wang Xinyu   |

| Hsieh Su-Wei |
| Wang Xinyu   |

| Shuko Aoyama  |
| Ena Shibahara |

| Robin Montgomery |
| Clervie Ngounoue |

| Robin Montgomery |
| Clervie Ngounoue |

| Makenna Jones |
| Jamie Loeb    |

| Miriam Kolodziejová |
| Linda Nosková       |

| Miriam Kolodziejová |
| Linda Nosková       |

| Robin Montgomery |
| Clervie Ngounoue |

| Greet Minnen     |
| Yanina Wickmayer |

| Laura Siegemund |
| Vera Zvonarjova |

| Jana Sizikova        |
| Kimberley Zimmermann |

| Greet Minnen     |
| Yanina Wickmayer |

| Caroline Dolehide |
| Asia Muhammad     |

| Laura Siegemund |
| Vera Zvonarjova |

| Laura Siegemund |
| Vera Zvonarjova |

| Miyu Kato       |
| Aldila Sutjiadi |

| Jekaterina Aleksandrova |
| Aljaksandra Sasnovitj   |

| Miyu Kato       |
| Aldila Sutjiadi |

| Emma Navarro   |
| Peyton Stearns |

| Anna Danilina  |
| Heather Watson |

| Anna Danilina  |
| Heather Watson |

| Miyu Kato       |
| Aldila Sutjiadi |

| Viktorija Azarenka  |
| Beatriz Haddad Maia |

| Viktorija Azarenka  |
| Beatriz Haddad Maia |

| Tímea Babos |
| Anna Bondár |

| Viktorija Azarenka  |
| Beatriz Haddad Maia |

| Oksana Kalasjnikova |
| Iryna Sjymanovitj   |

| Desirae Krawczyk |
| Demi Schuurs     |

| Desirae Krawczyk |
| Demi Schuurs     |

| Nicole Melichar-Martinez |
| Ellen Perez              |

| Nadia Podoroska |
| Mayar Sherif    |

| Nicole Melichar-Martinez |
| Ellen Perez              |

| Elisabetta Cocciaretto |
| Martina Trevisan       |

| Magda Linette |
| Bernarda Pera |

| Magda Linette |
| Bernarda Pera |

| Magda Linette |
| Bernarda Pera |

| Sophie Chang |
| Alycia Parks |

| Sophie Chang |
| Alycia Parks |

| Alexa Guarachi   |
| Monica Niculescu |

| Sophie Chang |
| Alycia Parks |

| Ulrikke Eikeri |
| Ingrid Neel    |

| Chan Hao-Ching |
| Giuliana Olmos |

| Chan Hao-Ching |
| Giuliana Olmos |

| Veronika Kudermetova |
| Ljudmila Samsonova   |

| Jasmine Paolini |
| Wang Xiyu       |

| Veronika Kudermetova |
| Ljudmila Samsonova   |

| Anna Kalinskaja   |
| A. Pavljutjenkova |

| Jennifer Brady |
| Luisa Stefani  |

| Jennifer Brady |
| Luisa Stefani  |

| Jennifer Brady |
| Luisa Stefani  |

| Tatjana Maria |
| Arantxa Rus   |

| Tatjana Maria |
| Arantxa Rus   |

| Ashlyn Krueger |
| Angela Kulikov |

| Tatjana Maria |
| Arantxa Rus   |

| Danielle Collins |
| Nadija Kitjenok  |

| Danielle Collins |
| Nadija Kitjenok  |

| Storm Hunter  |
| Elise Mertens |